# La Grande Arche
Grande Arche (česky: Velký oblouk) je moderní stavba ve tvaru vítězného oblouku a je symbolem moderní čtvrti La Défense. Tato novodobá pamětihodnost Paříže byla dokončená v roce 1989 k 200. výročí Velké francouzské revoluce.
Tato otevřená kostka pokrytá sklem a bílým carrarským mramorem působí nejen svými jasnými tvary ale i svými rozměry. Jejím architektem je Johan Otto von Spreckelsen z Dánska, který překvapivě zvítězil v architektonické soutěži mezi více než 500 konkurenty. Svou výškou 110 metrů je dvakrát tak vysoká jako Vítězný oblouk (50 m) na Place Charles-de-Gaulle a její váha se odhaduje na 30 tisíc tun. Pod Grande Arche se nachází stanice metra a nádraží RER. Spočívá na 12 pilířích zakotvených pod zemí. Vešla by se pod ni celá Katedrála Notre-Dame. Pod klenbou jsou zajímavým způsobem zavěšeny panoramatické výtahy.